# İsmail Hakkı Bursevî
Scheich İsmail Hakkı Bursevî (geb. Oktober 1653 in Ajtos; gest. 1725) war ein osmanischer Mystiker, Gelehrter (Koranexeget), Musiker und Dichter aus dem Dschelweti-Orden.

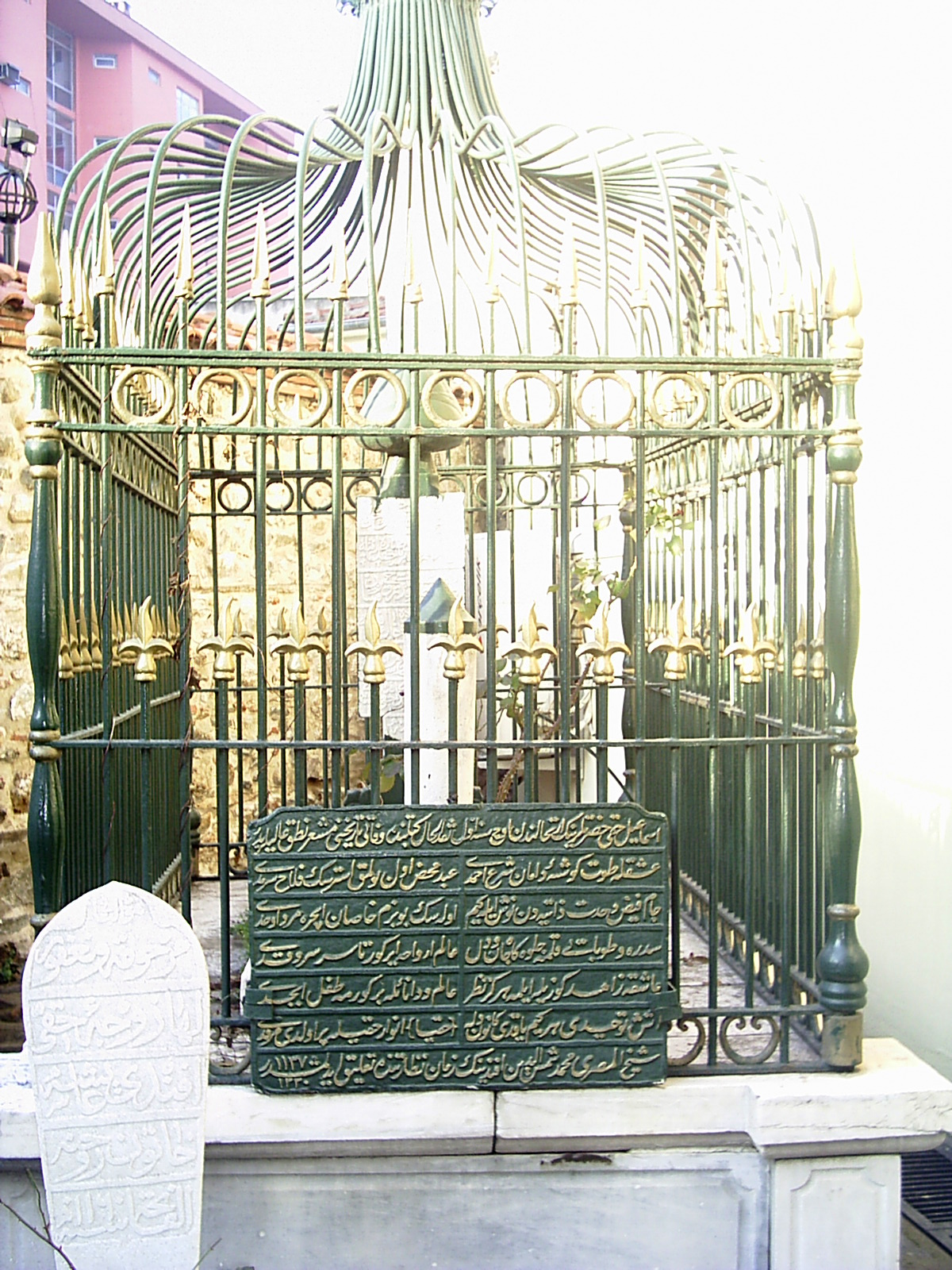
Sein Grab

## Leben und Wirken
İsmail Hakkı Bursevî wurde 1653 geboren. Sein Vater war Mustafa Efendi und stammte aus Aksaray. Ein Jahr vor İsmail Hakkıs Geburt verließ er seine Heimat und ließ sich in Aytos im heutigen Bulgarien nieder. Der Vater hatte bereits in Istanbul Verbindungen zum Sufitum und setzte diese in Aytos fort. Als İsmail Hakkı sieben Jahre alt war, starb seine Mutter und seine Großmutter kümmerte sich um ihn. In Aytos erhielt er von dem Sufi Ahmed Efendi Arabischunterricht. Im Jahr 1664 ging İsmail Hakkı mit Seyyid Abdülbaki Efendi nach Edirne. Hier erhielt er eine Ausbildung in religiösen Wissenschaften und Kalligraphie. Später ging er zu Scheich Osman Fazlı nach Istanbul, dem er sich 1672 anschloss. İsmail Hakkı setzte seine religiöse Ausbildung fort und erlernte zudem die persischen Sprache. Drei Jahre später führt İsmail Hakkı eine 90-tägige spirituelle Einkehr in der Zeyrek-Moschee. Anschließend leistete er auf Geheiß seines Scheichs Dienste für die Derwische. Dann beauftragte ihn sein spiritueller Führer, dessen Aufgabe als Prediger zu übernehmen. Schließlich ernannte Osman Fazlı İsmail Hakkı zu seinem Nachfolger und sandte ihn nach Skopje. Hier predigte und lehrte er. Bursevî erhielt eine instand gesetzte verfallene Tekke und er kümmerte sich um die Neuerrichtung eines Derwischkonvents. In Skopje heiratete er 1676 eine Tochter von Scheich Mustafa Uşşaki. Es kam zu gerichtlichen Auseinandersetzungen mit dem örtlichen Mufti und anderen Notabeln, da Bursevî in seinen Predigten deren unislamisches Verhalten anprangerte. Im Jahr 1685 folgte er dem Ruf Osman Fazlıs, nach Edirne zu kommen.
İsmail Hakkı ist Verfasser eines umfangreichen sufistischen Tafsīr-Werkes zum Koran, des Ruh al-Bayan, das unter sunnitischen Gelehrten populär ist. Die Nisba Bursevî („Bursa zugehörig“) ist auf sein Wirkungsort Bursa zurückzuführen. Er wird ebenfalls mit der Nisba Üsküdarî belegt, da er längere Zeit in Üsküdar lebte. Aufgrund seiner Zugehörigkeit zum Celvetiyye verwendete İsmail Hakkı ebenfalls die Nisba Celvetî.
Starken Einfluss auf ihn übten Ibn ʿArabī (1165–1240), Sadr al-Din al-Qunawi (1207–1274) und Dschalal ad-Din ar-Rumi (1207–1273) aus, zu dessen Masnawī er einen Kommentar verfasste. Er ist Verfasser von mehr als hundert Büchern in den Sprachen Arabisch, Persisch und Türkisch.
Sein Hauptwerk Ruh al-Bayan erschien in vielen Ausgaben. İsmail Hakkı Bursevî starb 1725.

## Werke
- Ruh al-Bayan روح البيان في تفسير القرآن Rūḥ al-bayān fī tafsīr al-Qurʼān[4] (türkisch Rûhu'l Beyân)
  - Tanwīr al-aḏhān min tafsīr rūḥ al-bayān. Dimašq : Dār al-Qassāʿ, 1988
- Fusus Al-Hikam, von Ibn Arabi (türkische Übersetzung und Kommentar)
  - Seine türkische Übersetzung und sein Kommentar zum Fuṣūṣ al-ḥikam von Ibn Arabi wurde von Bülent Rauf (1911–1987) mit Hilfe von R. Brass und H. Tollemache vollständig ins Englische übersetzt (Muhyiddin Ibn Arabi Society).
- Lubb al-lubb, von Ibn Arabi (türkische Übersetzung)
  - Seine türkische Übersetzung wurde von Bülent Rauf ins Englische übersetzt.